# Grytåsa strövområde

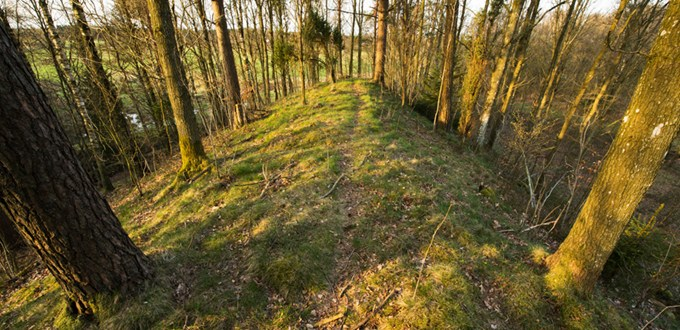
Grytåsa

Grytåsa strövområde är ett strövområde om 207 hektar strax söder om Örkelljunga. Området ägs av O.D. Krooks Donation i L-län och förvaltas av Stiftelsen Skånska Landskap.
I strövområdet finns två vandringsslingor, Sjöslingan på 4,4 och Bäckslingan 3,3 kilometer. Från parkeringsplatsen går också en skogsbilväg västerut för barnvagn eller rullstol. Grillplatsen längs vägen är tillgänglighetsanpassad. Skåneleden passerar genom området.
I området finns flera mindre rullstensåsar som bildades under avsmältningen av senaste inlandsisen. Möllers skog är en av få kvarvarande utmarksskogar med betande djur under sommaren. Förr i tiden var skogsbete vanligt förekommande och utmarken var byns gemensamma betesmark. Flinka sjö är en igenväxande sjö med ett rikt fågelliv som enkelbeckasin, gräsänder, krickor, knipor, sångsvanar, brun kärrhök och tranor. Invid sjön finns utsiktstorn. Vid Flinkabäcken finns rester av tre små kvarnar.